# Patto di Turnberry
Il patto di Turnberry (in inglese Turnberry band, lett. "banda di Turnberry") fu un accordo siglato il 20 settembre 1286 presso l'omonimo castello tra il clan Bruce e vari suoi alleati, in vista dei conflitti dinastici interni al regno di Scozia che sarebbero poi sfociati nella Grande causa e nella prima guerra d'indipendenza scozzese.

## Antefatti
Il regno di Scozia era governato fin dall'XI secolo dal casato dei Dunkeld, che dal regno di Malcolm III di Scozia aveva regnato incontrastato. Durante il regno di Alessandro III tuttavia morirono nel giro di poco tempo i suoi principali eredi, Alessandro e Margherita, e lo stesso re mancò nel 1286 senza altri figli. L'unica sua discendente in vita era la nipote Margherita di Norvegia, che tuttavia, oltre ad essere un'infante, godeva di scarso sostegno presso la nobiltà scozzese.
In realtà erano in molti ad essere imparentati con i Dunkeld, e quindi a poter reclamare il trono; i due maggiori pretendenti erano Dervorguilla di Galloway e Robert Bruce, V Signore di Annandale, entrambi discendenti da Davide I di Scozia tramite due diverse nipoti (sorelle tra di loro), quindi cugini di primo grado. Pensando che fosse imminente una guerra di successione, i Bruce si affrettarono a richiamare presso di loro un gran numero di alleati.

## Il patto
I principali alleati del clan si radunarono al castello di Turnberry il 20 settembre 1286. Davanti a loro Robert Bruce dichiarò che Alessandro III l'aveva proclamato suo erede poco prima di morire, e che sua cugina Dervorguilla, benché lo precedesse nella linea di successione, essendo donna non era adatta ad ascendere al trono.
I suoi alleati avallarono la dichiarazione senza alcuna obiezione, e la sottoscrissero in maniera ufficiale, giurando di sostenere la pretesa di Bruce anche in caso di guerra.
 Partecipanti al patto di Turnberry 
Molti nobili, più o meno legati ai Bruce da relazioni di parentela, presero parte all'alleanza:
 Clan Bruce 
- Robert Bruce, V Signore di Annandale, pretendente al trono di Scozia
  - Robert Bruce VI, suo figlio primogenito, padre del futuro re Roberto I di Scozia
  - Richard Bruce, suo figlio secondogenito

 Clan Dunbar 
- Patrick Dunbar, VII conte di March
  - Patrick Dunbar, suo figlio primogenito (in seguito anch'egli pretendente al trono di Scozia)
  - John Dunbar, suo figlio secondogenito
  - Alexander Dunbar, suo figlio terzogenito

 Clan Stewart 
- Walter Stewart, conte di Menteith
  - Alexander de Menteith, suo figlio primogenito
  - John de Menteith, suo figlio secondogenito (passò poi al servizio di Edoardo I d'Inghilterra e catturò William Wallace)
- James Stewart, V Grande Intendente di Scozia
  - sir John Stewart, suo fratello

 Clan Donald 
- Angus Mor, signore delle Isole
  - Alexander Óg, suo figlio primogenito

 Altri 
- Richard de Burgh, II conte di Ulster, padre di Elizabeth de Burgh, regina di Scozia
- Thomas de Clare, Signore di Thomond, cugino di Robert Bruce V

## Conseguenze
Poco dopo aver siglato il patto Robert Bruce stesso lo sospese, schierandosi a favore di Margherita di Norvegia. Tuttavia, alla morte della bambina nel 1290, il patto rientrò in vigore con i membri superstiti, e solo l'arbitrato della Grande causa impedì che la Scozia precipitasse immediatamente nella guerra civile (la prima guerra d'indipendenza scozzese sarebbe comunque scoppiata alcuni anni più tardi).
Dalla Grande causa uscì vincitore John Balliol, figlio di Dervorguilla, che regnò sulla Scozia tra il 1292 e il 1296. In seguito il nipote di Bruce, Robert Bruce VII, riuscì a prendere il potere, autoproclamandosi nel 1306 re di Scozia.